# Hans Tichi
Hans Tichi (* 16. Mai 1881 in Kromau, Österreich-Ungarn; † 22. Juli 1955 in Kulmbach) war ein deutscher Vertriebenenpolitiker.

## Leben
Tichi stammte aus dem Sudetenland, machte in Wien eine Ausbildung zum Fotografen und war dann seit 1903 in seiner Heimatstadt Kromau als selbständiger Fotograf tätig. Bereits dort war er politisch aktiv, wurde 1919 Bürgermeister Kromaus und zog 1925 für die Deutsche Gewerbepartei ins Abgeordnetenhaus der Ersten Tschechoslowakischen Republik ein. Ebenso war er in dieser Zeit Experte beim Völkerbund für sudetendeutsche Fragen. 1929 wurde er in den Senat gewählt, dem er dann bis 1935 angehörte. 
Nach dem Zweiten Weltkrieg war Tichi zunächst ein Jahr in tschechischer Haft und kam dann 1946 als Heimatvertriebener nach Bayern. Dort baute er in Kulmbach den Neubürgerbund auf. Im Jahr 1948 wurde er Stadtrat und Bürgermeister der Stadt Kulmbach.
Aufgrund eines Wahlbündnisses des Neubürgerbundes von Günter Goetzendorff mit der WAV von Alfred Loritz gelangte Tichi bei der ersten Wahl zum Deutschen Bundestag in das Parlament. Er trennte sich allerdings bald vom stark rechtslastigen Goetzendorff und beteiligte sich mit anderen Vertriebenen-Abgeordneten (Hans-Gerd Fröhlich und Stephan Weickert, beide ebenfalls über das Wahlbündnis mit der WAV gewählt; Franz Ott, für die Notgemeinschaft Württemberg-Baden; Hans Friedrich, ehemals FDP) am BHE von Waldemar Kraft und Theodor Oberländer. Am 13. Oktober 1950 bildete er mit Friedrich, Ott, Fröhlich und Weickert die BHE/DG-Gruppe im Bundestag, die nach Weickerts Tod am 21. März 1952 mangels Masse wieder aufgelöst wurde. Vom 30. November 1949 bis 1953 war er stellvertretender Vorsitzender des Petitionsausschusses des Bundestages. In späteren Wahlperioden war er nicht mehr Bundestagsmitglied.